# Kazimierz Józef Wnorowski

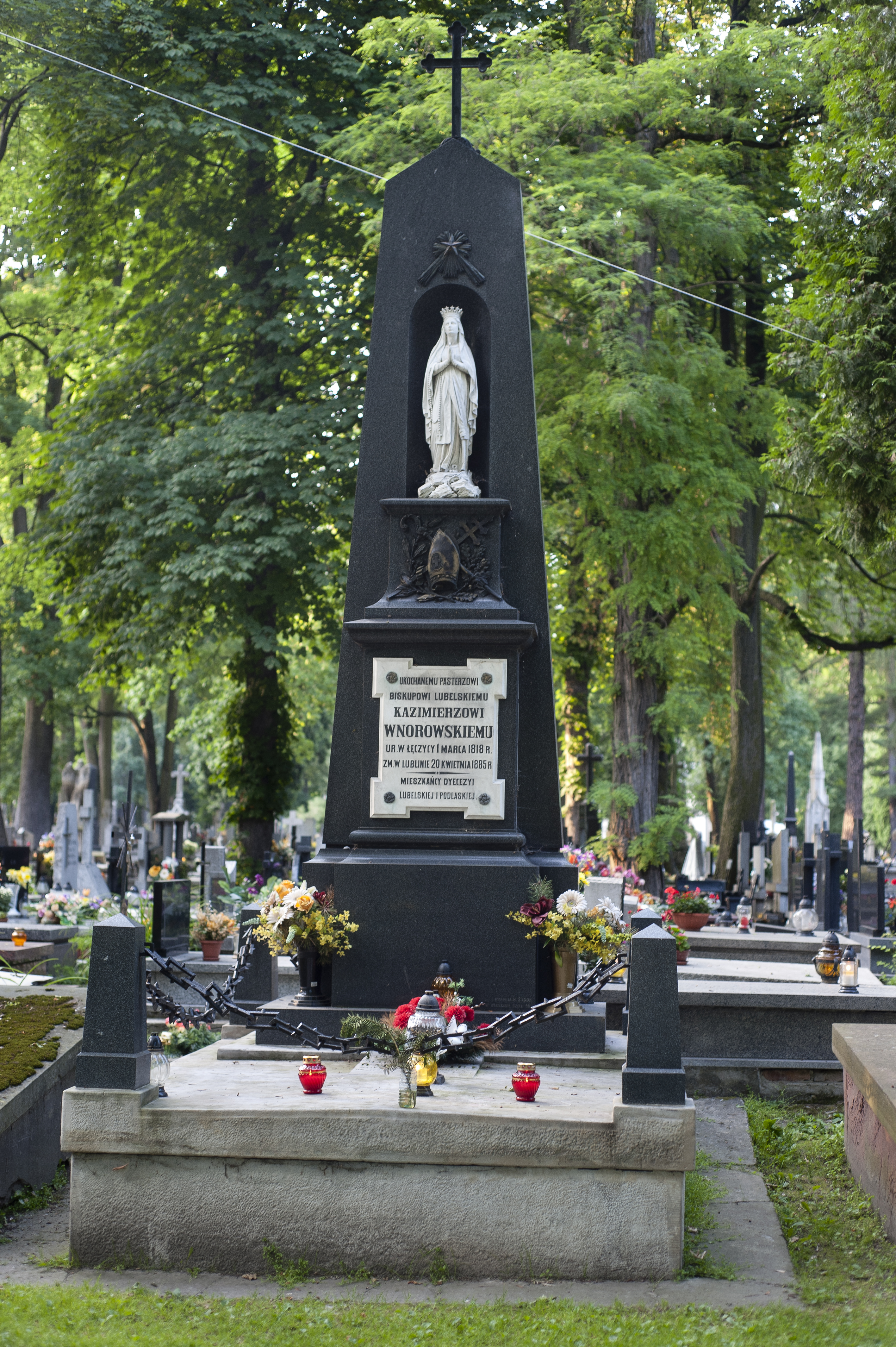
Grób Kazimierza Wnorowskiego na cmentarzu w Lublinie przy ul. Lipowej

Kazimierz Józef Wnorowski (ur. 16 marca 1818 w Łęczycy, zm. 20 kwietnia 1885 w Lublinie) – duchowny rzymskokatolicki, biskup diecezjalny lubelski w latach 1883–1885.

## Życiorys
Uczył się w Szkole Wojewódzkiej w Kielcach. Święcenia kapłańskie przyjął w 1841. Był profesorem Akademii Duchownej w Warszawie, rektorem seminarium duchownego w Kielcach. W latach 1840–1846 za działalność patriotyczną był więziony w Cytadeli Warszawskiej i w głębi Rosji. 15 marca 1883 został mianowany biskupem diecezjalnym diecezji lubelskiej, konsekrowany 20 maja 1883.
W 1888 wydawnictwo Gebethner i Wolff na podstawie notatek biskupa Kazimierza Wnorowskiego wydało w Warszawie modlitewnik Nabożeństwo Całoroczne wzbogacone Modlitwami i Rozmyśleniami. Ułożyła Józefa Kamocka.